# András Rédli
András Rédli, né le 21 octobre 1983, à Tapolca, est un escrimeur hongrois spécialiste de l'épée.

## Palmarès
- Jeux olympiques
  -  Médaille de bronze par équipes aux Jeux olympiques de 2016 à Rio de Janeiro

- championnats du monde
  -  Médaille d'or par équipes aux championnats du monde 2003 à Budapest
  -  Médaille d'argent par équipes aux championnats du monde 2009 à Antalya
  -  Médaille de bronze par équipes championnats du monde 2012 à Kiev
  -  Médaille de bronze par équipes championnats du monde 2010 à Paris

- championnats d'Europe
  -  Médaille d'or aux championnats d'Europe 2014 à Strasbourg
  -  Médaille d'or par équipes aux championnats d'Europe 2009 à Plovdiv
  -  Médaille d'argent par équipes aux championnats d'Europe 2013 à Zagreb
  -  Médaille d'argent par équipes aux championnats d'Europe 2011 à Sheffield